# Caprolactam-Werksbahn
| Caprolactam-Werksbahn          | Caprolactam-Werksbahn |
| ------------------------------ | --------------------- |
| Diesellokomotive ТУ7А – № 3272 |                       |
| Streckenverlauf (rot)          |                       |
| Streckenlänge:                 | 8 km                  |
| Spurweite:                     | 750 mm (Schmalspur)   |
|                                |                       |

Die Caprolactam-Werksbahn (russisch Узкоколейная железная дорога завода «Капролактам», Uskokoleinaja schelesnaja doroga sawoda «Kaprolaktam») war eine Feldbahn der Caprolactam-Werke in Datschni (russisch Дачный)  bei Dserschinsk in der russischen Oblast Nischni Nowgorod.

## Geschichte
Die Schmalspurbahn mit einer Spurweite 750 mm war von 1939 bis 2013 in Betrieb. Sie hatte eine Länge von 5 km, bzw. 8 km einschließlich aller Nebengleise. Sie war die einzige Schmalspur-Werksbahn zum Salztransport in Russland. 
Die Schmalspurbahn transportierte Salz von der Schiffsanlegestelle zu den Caprolactam-Werken. Caprolactam ist ein Lactam und Ausgangsstoff für die Herstellung von Polyamid 6 (Perlon), das weltweit im Megatonnen-Maßstab produziert wird. Die Schmalspurbahn fuhr erst auf dem Grundstück des Anlegers, dann entlang eines Feldes, überquerte den Fluss Wolosjanicha/Sinjutschka (russisch Волосяниха/Синючка) und fuhr dann in die Caprolactam-Werke. Das Lokomotivdepot befand sich auf dem Gelände der Anlage. Die Schmalspurbahn fuhr täglich drei- bis viermal hin und her, abhängig davon, wie viel Salz in die Anlage geliefert werden sollte. 2013 wurde die Schmalspurbahn wegen der Schließung des Salzunternehmens abgebaut.

## Fahrzeuge

### Diesellokomotiven
- ТУ7 – №2557
- ТУ7A – №3272, №2892, №2913, №2136
- ТУ8 – №0393